# Melanoplus digitifer
Melanoplus digitifer är en insektsart som beskrevs av Morgan Hebard 1936. Melanoplus digitifer ingår i släktet Melanoplus och familjen gräshoppor. Inga underarter finns listade i Catalogue of Life.